# Mistrzostwa Świata Juniorów w Hokeju na Lodzie 2023/Elita
47. Mistrzostwa Świata Juniorów w Hokeju na Lodzie Elity 2023 zorganizowane zostały w kanadyjskich miastach Halifaxie i Moncton. Rozegranie turnieju nastąpiło w dniach od 26 grudnia 2022 do 5 stycznia 2023. Po raz siedemnasty mistrzostwa zostały rozegrane w Kanadzie. Po raz drugi Halifax był gospodarzem meczów rangi mistrzostw świata juniorów (poprzednio w 2003 roku).
Pierwotnie zmagania elity miały przeprowadzić rosyjskie miasta: Nowosybirsk i Omsk, jednak po inwazji wojsk rosyjskich na Ukrainę turniej został zabrany Rosjanom. W maju 2022 podjęto decyzję, iż zawody elity przeprowadzą wyżej wymienione Kanadyjskie miasta.

## Organizacja
Lodowiska
| Scotiabank Centre Pojemność: 10 595 | Avenir Centre Pojemność: 8 800 |
| ----------------------------------- | ------------------------------ |
|                                     |                                |
| Kanada – Halifax                    | Kanada – Moncton               |

W tej części mistrzostw uczestniczyło 10 najlepszych drużyn na świecie. System rozgrywania meczów był inny niż w niższych dywizjach. Najpierw drużyny rozgrywały mecze w fazie grupowej (2 grupy po 5 zespołów), systemem każdy z każdym. Po raz pierwszy w tych rozgrywkach zmieniono sposób kwalifikacji do fazy pucharowej. Pierwsze cztery zespoły w fazie grupowej awansowały do ćwierćfinałów. Zmianie uległa również formuła wyłonienia drużyny, która spada do pierwszej dywizji. Najsłabsza drużyna każdej z grup grała w fazie play-out do dwóch zwycięstw. Drużyna, która dwukrotnie przegrała spadła do niższej dywizji.

## Sędziowie
IIHF wyznaczyło 12 głównych arbitrów oraz 11 liniowych. Oto lista wybranych
| Sędziowie główni: - Michael Campbell - Graeden Hamilton - Andreas Harnebring - Tomáš Hronský - Marc Iwert - Richard Magnusson - Mathieu Menniti - Adam Kika - Anssi Salonen - Peter Schlittenhardt - Jakub Šindel - Michaël Tscherrig - Riley Yerkovich | Liniowi - Clement Goncalves - Brandon Grillo - Onni Hautamäki - David Klouček - Spencer Knox - Daniel Konc - Patrick Laguzov - Shawn Oliver - Daniel Persson - John Waleski - Tarrington Wyonzek |

## Faza grupowa
Grupa A
| 26 grudnia 2022 | Szwecja | 11:0 | Austria | Scotiabank Centre, Halifax |

| Szczegóły      | Szczegóły | Szczegóły       | Szczegóły   | Szczegóły |
| -------------- | --- | --------------- | ----------- | --- |
| Godzina: 14:30 | I. Rosén (EQ) 13:17 F. Bystedt (EQ) 17:49 I. Rosén (EQ) 20:48 S. Robertsson (EQ/EA) 22:51 M. Oscarsson (SH) 27:16 J. Lekkerimäki (EQ) 30:28 L. Öhgren (EQ) 32:33 C. Odelius (EQ) 33:23 F. Wagner (EQ) 42:45 F. Bystedt (PP) 44:06 O. Pettersson (EQ) 53:50 | (2:0, 6:0, 3:0) |             | Widzów: 7274 Sędzia główny: Michael Campbell Graeden Hamilton Sędziowie liniowi: John Waleski Tarrington Wyonzek |
| Godzina: 14:30 | 10 min. kar |                 | 14 min. kar | Widzów: 7274 Sędzia główny: Michael Campbell Graeden Hamilton Sędziowie liniowi: John Waleski Tarrington Wyonzek |

| 26 grudnia 2022 | Czechy | 5:2 | Kanada | Scotiabank Centre, Halifax |

| Szczegóły      | Szczegóły                                                                                                  | Szczegóły       | Szczegóły                                 | Szczegóły                                                                                                |
| -------------- | --- | --------------- | ----------------------------------------- | --- |
| Godzina: 19:30 | D. Špaček (EQ) 17:48 D. Moravec (EQ) 18:23 S. Svozil (EQ) 20:44 J. Chmelař (PP) 28:14 M. Mensik (EQ) 28:47 | (2:1, 3:1, 0:0) | 10:33 (PP) S. Wright 21:29 (EQ) C. Bedard | Widzów: 10030 Sędzia główny: Tomáš Hronský Michaël Tscherrig Sędziowie liniowi: Spencer Knox Daniel Konc |
| Godzina: 19:30 | 6 min. kar                                                                                                 |                 | 35 min. kar                               | Widzów: 10030 Sędzia główny: Tomáš Hronský Michaël Tscherrig Sędziowie liniowi: Spencer Knox Daniel Konc |

| 27 grudnia 2022 | Niemcy | 0:1 | Szwecja | Scotiabank Centre, Halifax |

| Szczegóły      | Szczegóły  | Szczegóły       | Szczegóły              | Szczegóły |
| -------------- | ---------- | --------------- | ---------------------- | --- |
| Godzina: 14:30 |            | (0:1, 0:0, 0:0) | 19:38 (EQ) A. Engström | Widzów: 7632 Sędzia główny: Michael Campbell Tomáš Hronský Sędziowie liniowi: Patrick Laguzov Daniel Persson |
| Godzina: 14:30 | 8 min. kar |                 | 10 min. kar            | Widzów: 7632 Sędzia główny: Michael Campbell Tomáš Hronský Sędziowie liniowi: Patrick Laguzov Daniel Persson |

| 27 grudnia 2022 | Austria | 0:9 | Czechy | Scotiabank Centre, Halifax |

| Szczegóły      | Szczegóły   | Szczegóły       | Szczegóły | Szczegóły                                                                                                   |
| -------------- | ----------- | --------------- | --- | --- |
| Godzina: 19:30 |             | (0:3, 0:4, 0:2) | 03:50 (PP) J. Brabenec 16:26 (EQ) J. Kulich 18:39 (EQ) P. Hauser 21:05 (EQ) G. Szturc 22:56 (EQ) A. Cech 28:16 (PP) J. Kulich 30:02 (EQ) G. Szturc 40:08 (EQ) J. Kulich 54:13 (EQ) D. Špaček | Widzów: 7105 Sędzia główny: Andreas Harnebring Riley Yerkovich Sędziowie liniowi: Spencer Knox John Waleski |
| Godzina: 19:30 | 12 min. kar |                 | 10 min. kar | Widzów: 7105 Sędzia główny: Andreas Harnebring Riley Yerkovich Sędziowie liniowi: Spencer Knox John Waleski |

| 28 grudnia 2022 | Kanada | 11:2 | Niemcy | Scotiabank Centre, Halifax |

| Szczegóły      | Szczegóły | Szczegóły       | Szczegóły                                | Szczegóły |
| -------------- | --- | --------------- | ---------------------------------------- | --- |
| Godzina: 19:30 | D. Guenther (PP) 06:46 S. Wright (PP) 13:21 C. Bedard (EQ) 17:26 C. Bedard (EQ) 21:02 C. Bedard (PP) 33:57 D. Guenther (PP) 36:48 B. Clarke (PP) 38:08 D. Guenther (PP) 39:24 L. Stankoven (PP) 39:56 Z. Ostapchuk (EQ) 41:22 J. Roy (EQ) 50:56 | (3:1, 6:0, 2:1) | 11:08 (EQ) R. Kechter 54:25 (PP) P. Sinn | Widzów: 10263 Sędzia główny: Andreas Harnebring Riley Yerkovich Sędziowie liniowi: Daniel Konc Daniel Persson |
| Godzina: 19:30 | 10 min. kar |                 | 37 min. kar                              | Widzów: 10263 Sędzia główny: Andreas Harnebring Riley Yerkovich Sędziowie liniowi: Daniel Konc Daniel Persson |

| 29 grudnia 2022 | Szwecja | 3:2 pd. | Czechy | Scotiabank Centre, Halifax |

| Szczegóły      | Szczegóły                                                        | Szczegóły            | Szczegóły                                    | Szczegóły |
| -------------- | ---------------------------------------------------------------- | -------------------- | -------------------------------------------- | --- |
| Godzina: 14:30 | F. Wagner (EQ) 25:28 L. Jansson (EQ) 26:58 L. Jansson (EQ) 61:35 | (0:0, 2:1, 0:1, 1:0) | 23:12 (EQ) D. Jiříček 54:08 (EQ) J. Ticháček | Widzów: 9140 Sędzia główny: Mathieu Menniti Peter Schlittenhardt Sędziowie liniowi: Onni Hautamäki David Klouček |
| Godzina: 14:30 | 6 min. kar                                                       |                      | 8 min. kar                                   | Widzów: 9140 Sędzia główny: Mathieu Menniti Peter Schlittenhardt Sędziowie liniowi: Onni Hautamäki David Klouček |

| 29 grudnia 2022 | Austria | 0:11 | Kanada | Scotiabank Centre, Halifax |

| Szczegóły      | Szczegóły  | Szczegóły       | Szczegóły | Szczegóły                                                                                         |
| -------------- | ---------- | --------------- | --- | ------------------------------------------------------------------------------------------------- |
| Godzina: 19:30 |            | (0:3, 0:4, 0:4) | 14:08 (PP) D. Guenther 15:53 (EQ) Z. Dean 18:19 (PP) S. Wright 22:37 (EQ) J. Roy 23:08 (EQ) C. Bedard 25:35 (EQ) N. Allan 34:32 (EQ) L. Stankoven 42:15 (PP) A. Fantilli 51:58 (EQ) N. Gaucher 53:16 (EQ) C. Bedard 58:07 (EQ) T. Hinds | Widzów: 10170 Sędzia główny: Marc Iwert Jakub Šindel Sędziowie liniowi: Shawn Oliver John Waleski |
| Godzina: 19:30 | 6 min. kar |                 | 4 min. kar | Widzów: 10170 Sędzia główny: Marc Iwert Jakub Šindel Sędziowie liniowi: Shawn Oliver John Waleski |

| 30 grudnia 2022 | Niemcy | 4:2 | Austria | Scotiabank Centre, Halifax |

| Szczegóły      | Szczegóły                                                                                   | Szczegóły       | Szczegóły                                   | Szczegóły                                                                                                |
| -------------- | ------------------------------------------------------------------------------------------- | --------------- | ------------------------------------------- | --- |
| Godzina: 17:30 | P. Krening (EQ) 18:01 L. van der Linde (EQ) 21:34 T. Heigl (EQ) 26:57 R. Kechter (EQ) 36:38 | (1:0, 3:1, 0:1) | 29:24 (PP) I. Scherzer 46:00 (EQ) J. Dobnig | Widzów: 7586 Sędzia główny: Mathieu Menniti Jakub Šindel Sędziowie liniowi: Brandon Grillo David Klouček |
| Godzina: 17:30 | 6 min. kar                                                                                  |                 | 6 min. kar                                  | Widzów: 7586 Sędzia główny: Mathieu Menniti Jakub Šindel Sędziowie liniowi: Brandon Grillo David Klouček |

| 31 grudnia 2022 | Czechy | 8:1 | Niemcy | Scotiabank Centre, Halifax |

| Szczegóły      | Szczegóły | Szczegóły       | Szczegóły            | Szczegóły |
| -------------- | --- | --------------- | -------------------- | --- |
| Godzina: 14:30 | D. Špaček (PP) 04:58 G. Szturc (EQ) 17:04 J. Chmelař (EQ) 29:38 M. Ryšavý (EQ) 36:27 P. Hauser (EQ) 37:14 J. Chmelař (EQ) 44:33 J. Kos (EQ) 45:02 J. Ticháček (EQ) 57:23 | (2:0, 3:1, 3:0) | 32:35 (EQ) V. Oswald | Widzów: 8454 Sędzia główny: Richard Magnusson Peter Schlittenhardt Sędziowie liniowi: Daniel Konc Shawn Oliver |
| Godzina: 14:30 | 8 min. kar |                 | 4 min. kar           | Widzów: 8454 Sędzia główny: Richard Magnusson Peter Schlittenhardt Sędziowie liniowi: Daniel Konc Shawn Oliver |

| 31 grudnia 2022 | Kanada | 5:1 | Szwecja | Scotiabank Centre, Halifax |

| Szczegóły      | Szczegóły                                                                                                  | Szczegóły       | Szczegóły             | Szczegóły |
| -------------- | --- | --------------- | --------------------- | --- |
| Godzina: 19:30 | J. Roy (EQ) 00:57 B. Othmann (PP) 02:08 T. Hinds (EQ) 11:45 B. Othmann (EQ) 40:35 K. Korchinski (EQ) 52:42 | (3:1, 0:0, 2:0) | 16:21 (PP) L. Jansson | Widzów: 10301 Sędzia główny: Anssi Salonen Michaël Tscherrig Sędziowie liniowi: Brandon Grillo Onni Hautamäki |
| Godzina: 19:30 | 33 min. kar                                                                                                |                 | 10 min. kar           | Widzów: 10301 Sędzia główny: Anssi Salonen Michaël Tscherrig Sędziowie liniowi: Brandon Grillo Onni Hautamäki |

Tabela
| Lp. | Zespół  | M | Pkt | Z | Zd | Pd | P | G+ | G- | +/− |
| --- | ------- | - | --- | - | -- | -- | - | -- | -- | --- |
| 1.  | Czechy  | 4 | 10  | 3 | 0  | 1  | 0 | 24 | 6  | +18 |
| 2.  | Kanada  | 4 | 9   | 3 | 0  | 0  | 1 | 29 | 8  | +21 |
| 3.  | Szwecja | 4 | 8   | 2 | 1  | 0  | 1 | 16 | 7  | +9  |
| 4.  | Niemcy  | 4 | 3   | 1 | 0  | 0  | 3 | 7  | 22 | -15 |
| 5.  | Austria | 4 | 0   | 0 | 0  | 0  | 4 | 2  | 35 | -33 |

    = awans do ćwierćfinałów     = baraż o utrzymanie
Grupa B
| 26 grudnia 2022 | Finlandia | 2:3 pd. | Szwajcaria | Avenir Centre, Moncton |

| Szczegóły      | Szczegóły                                    | Szczegóły            | Szczegóły                                                        | Szczegóły |
| -------------- | -------------------------------------------- | -------------------- | ---------------------------------------------------------------- | --- |
| Godzina: 12:00 | K. Kapanen (EQ) 22:24 K. Väisänen (EQ) 48:09 | (0:0, 1:1, 1:1, 0:1) | 32:54 (EQ) L. Canonica 44:43 (EQ) J. Jabola 60:41 (EQ) A. Biasca | Widzów: 4465 Sędzia główny: Richard Magnusson Peter Schlittenhardt Sędziowie liniowi: Onni Hautamäki David Klouček |
| Godzina: 12:00 | 2 min. kar                                   |                      | 4 min. kar                                                       | Widzów: 4465 Sędzia główny: Richard Magnusson Peter Schlittenhardt Sędziowie liniowi: Onni Hautamäki David Klouček |

| 26 grudnia 2022 | Łotwa | 2:5 | Stany Zjednoczone | Avenir Centre, Moncton |

| Szczegóły      | Szczegóły                                     | Szczegóły       | Szczegóły | Szczegóły                                                                                                |
| -------------- | --------------------------------------------- | --------------- | --- | --- |
| Godzina: 17:00 | A. Ravinskis (EQ) 24:59 N. Feņenko (EQ) 34:24 | (0:0, 2:2, 0:3) | 20:24 (EQ) J. Snuggerud 29:17 (EQ) S. Behrens 41:57 (EQ) C. Lucius 46:48 (EQ) R. Savage 53:29 (EQ) L. Hughes | Widzów: 4927 Sędzia główny: Marc Iwert Mathieu Menniti Sędziowie liniowi: Clement Goncalves Shawn Oliver |
| Godzina: 17:00 | 4 min. kar                                    |                 | 2 min. kar                                                                                                   | Widzów: 4927 Sędzia główny: Marc Iwert Mathieu Menniti Sędziowie liniowi: Clement Goncalves Shawn Oliver |

| 27 grudnia 2022 | Finlandia | 5:2 | Słowacja | Avenir Centre, Moncton |

| Szczegóły      | Szczegóły | Szczegóły       | Szczegóły                                 | Szczegóły |
| -------------- | --- | --------------- | ----------------------------------------- | --- |
| Godzina: 12:00 | S. Päivärinta (EQ) 08:54 J. Kemell (EQ) 23:34 O. Kapanen (EQ) 27:45 J. Nyman (PP) 33:56 B. Lambert (EQ) 45:01 | (1:1, 3:0, 1:1) | 19:49 (PP) P. Repčík 43:22 (PP) P. Repčík | Widzów: 4617 Sędzia główny: Peter Schlittenhardt Jakub Šindel Sędziowie liniowi: Brandon Grillo David Klouček |
| Godzina: 12:00 | 6 min. kar |                 | 2 min. kar                                | Widzów: 4617 Sędzia główny: Peter Schlittenhardt Jakub Šindel Sędziowie liniowi: Brandon Grillo David Klouček |

| 27 grudnia 2022 | Szwajcaria | 3:2 pk. | Łotwa | Avenir Centre, Moncton |

| Szczegóły      | Szczegóły                                                            | Szczegóły                 | Szczegóły                                   | Szczegóły                                                                                                |
| -------------- | -------------------------------------------------------------------- | ------------------------- | ------------------------------------------- | --- |
| Godzina: 17:00 | L. Robin (EQ) 08:20 R. Dionicio (EQ/EA) 58:04 L. Reichle (GWG) 65:00 | (1:1, 0:1, 1:0, 0:0, 1:0) | 13:03 (EQ) D. Ločmelis 37:50 (PP) D. Dukurs | Widzów: 3817 Sędzia główny: Mathieu Menniti Anssi Salonen Sędziowie liniowi: Onni Hautamäki Shawn Oliver |
| Godzina: 17:00 | 18 min. kar                                                          |                           | 6 min. kar                                  | Widzów: 3817 Sędzia główny: Mathieu Menniti Anssi Salonen Sędziowie liniowi: Onni Hautamäki Shawn Oliver |

| 28 grudnia 2022 | Słowacja | 6:3 | Stany Zjednoczone | Avenir Centre, Moncton |

| Szczegóły      | Szczegóły | Szczegóły       | Szczegóły                                                             | Szczegóły |
| -------------- | --- | --------------- | --------------------------------------------------------------------- | --- |
| Godzina: 17:00 | L. Nemec (EQ) 02:14 D. Dvorsky (PP) 30:01 R. Baco (EQ) 31:48 F. Mešár (EQ/EA) 33:20 P. Repčík (EQ) 50:46 A. Ciernik (EQ/ENG) 58:53 | (1:2, 3:0, 2:1) | 04:42 (PP) T. Boucher 06:48 (EQ) G. Brindley 55:08 (PP/EA) T. Boucher | Widzów: 6438 Sędzia główny: Richard Magnusson Anssi Salonen Sędziowie liniowi: Clement Goncalves Brandon Grillo |
| Godzina: 17:00 | 33 min. kar |                 | 29 min. kar                                                           | Widzów: 6438 Sędzia główny: Richard Magnusson Anssi Salonen Sędziowie liniowi: Clement Goncalves Brandon Grillo |

| 29 grudnia 2022 | Łotwa | 0:3 | Finlandia | Avenir Centre, Moncton |

| Szczegóły      | Szczegóły  | Szczegóły       | Szczegóły                                                             | Szczegóły |
| -------------- | ---------- | --------------- | --------------------------------------------------------------------- | --- |
| Godzina: 12:00 |            | (0:1, 0:1, 0:1) | 04:43 (EQ) J. Nyman 29:34 (EQ) N. Huuhtanen 57:45 (EQ/ENG) K. Kapanen | Widzów: 4081 Sędzia główny: Graeden Hamilton Michaël Tscherrig Sędziowie liniowi: Clement Goncalves Tarrington Wyonzek |
| Godzina: 12:00 | 6 min. kar |                 | 10 min. kar                                                           | Widzów: 4081 Sędzia główny: Graeden Hamilton Michaël Tscherrig Sędziowie liniowi: Clement Goncalves Tarrington Wyonzek |

| 29 grudnia 2022 | Stany Zjednoczone | 5:1 | Szwajcaria | Avenir Centre, Moncton |

| Szczegóły      | Szczegóły | Szczegóły       | Szczegóły            | Szczegóły                                                                                                  |
| -------------- | --- | --------------- | -------------------- | --- |
| Godzina: 17:00 | J. Snuggerud (EQ) 18:05 L. Cooley (PP) 25:49 J. Snuggerud (PP) 36:40 T. Boucher (EQ) 38:02 L. Hughes (EQ) 53:03 | (1:0, 3:1, 1:0) | 39:32 (EQ) A. Biasca | Widzów: 7024 Sędzia główny: Michael Campbell Tomáš Hronský Sędziowie liniowi: Spencer Knox Patrick Laguzov |
| Godzina: 17:00 | 8 min. kar |                 | 8 min. kar           | Widzów: 7024 Sędzia główny: Michael Campbell Tomáš Hronský Sędziowie liniowi: Spencer Knox Patrick Laguzov |

| 30 grudnia 2022 | Słowacja | 3:0 | Łotwa | Avenir Centre, Moncton |

| Szczegóły      | Szczegóły                                                         | Szczegóły       | Szczegóły  | Szczegóły |
| -------------- | ----------------------------------------------------------------- | --------------- | ---------- | --- |
| Godzina: 12:00 | A. Ciernik (PP) 17:52 Š. Nemec (EQ) 49:03 F. Mešár (EQ/ENG) 57:03 | (1:0, 0:0, 2:0) |            | Widzów: 3878 Sędzia główny: Andreas Harnebring Riley Yerkovich Sędziowie liniowi: Daniel Persson Tarrington Wyonzek |
| Godzina: 12:00 | 6 min. kar                                                        |                 | 6 min. kar | Widzów: 3878 Sędzia główny: Andreas Harnebring Riley Yerkovich Sędziowie liniowi: Daniel Persson Tarrington Wyonzek |

| 31 grudnia 2022 | Szwajcaria | 4:3 pk. | Słowacja | Avenir Centre, Moncton |

| Szczegóły      | Szczegóły                                                                                | Szczegóły                 | Szczegóły                                                            | Szczegóły                                                                                               |
| -------------- | ---------------------------------------------------------------------------------------- | ------------------------- | -------------------------------------------------------------------- | --- |
| Godzina: 12:00 | L. Reichle (EQ) 21:07 M. Ramel (EQ) 42:20 L. Canonica (PP) 48:40 R. Dionicio (GWG) 65:00 | (0:1, 1:2, 2:0, 0:0, 1:0) | 04:11 (EQ) A. Sýkora 37:20 (EQ) S. Petrovský 38:09 (EQ) S. Petrovský | Widzów: 4849 Sędzia główny: Graeden Hamilton Marc Iwert Sędziowie liniowi: Spencer Knox Patrick Laguzov |
| Godzina: 12:00 | 2 min. kar                                                                               |                           | 6 min. kar                                                           | Widzów: 4849 Sędzia główny: Graeden Hamilton Marc Iwert Sędziowie liniowi: Spencer Knox Patrick Laguzov |

| 31 grudnia 2022 | Stany Zjednoczone | 6:2 | Finlandia | Avenir Centre, Moncton |

| Szczegóły      | Szczegóły | Szczegóły       | Szczegóły                                    | Szczegóły |
| -------------- | --- | --------------- | -------------------------------------------- | --- |
| Godzina: 17:00 | C. Lucius (EQ) 15:22 R. McGroarty (PP) 24:57 J. Snuggerud (EQ) 29:02 L. Hughes (EQ) 34:48 L. Cooley (EQ) 43:55 L. Hutson (EQ) 56:15 | (1:1, 3:1, 2:0) | 16:27 (PP) J. Kemell 35:15 (EQ) L. Hämeenaho | Widzów: 8231 Sędzia główny: Michael Campbell Andreas Harnebring Sędziowie liniowi: Daniel Persson Tarrington Wyonzek |
| Godzina: 17:00 | 10 min. kar |                 | 6 min. kar                                   | Widzów: 8231 Sędzia główny: Michael Campbell Andreas Harnebring Sędziowie liniowi: Daniel Persson Tarrington Wyonzek |

Tabela
| Lp. | Zespół            | M | Pkt | Z | Zd | Pd | P | G+ | G- | +/− |
| --- | ----------------- | - | --- | - | -- | -- | - | -- | -- | --- |
| 1.  | Stany Zjednoczone | 4 | 9   | 3 | 0  | 0  | 1 | 19 | 11 | +8  |
| 2.  | Finlandia         | 4 | 7   | 2 | 0  | 1  | 1 | 12 | 11 | +1  |
| 3.  | Słowacja          | 4 | 7   | 2 | 0  | 1  | 1 | 14 | 12 | +2  |
| 4.  | Szwajcaria        | 4 | 6   | 0 | 3  | 0  | 1 | 11 | 12 | -1  |
| 5.  | Łotwa             | 4 | 1   | 0 | 0  | 1  | 3 | 4  | 14 | -10 |

    = awans do ćwierćfinałów     = baraż o utrzymanie

## Turniej play-out
| 2 stycznia 2023 | Łotwa | 5:2 | Austria | Scotiabank Centre, Halifax |

| Szczegóły      | Szczegóły | Szczegóły       | Szczegóły                               | Szczegóły |
| -------------- | --- | --------------- | --------------------------------------- | --- |
| Godzina: 10:30 | D. Ločmelis (PP) 16:16 E. Veckaktins (EQ) 37:01 E. Veckaktins (EQ) 48:50 R. Bukarts (PP) 51:22 B. Hodass (EQ/ENG) 58:54 | (1:2, 1:0, 3:0) | 05:20 (EQ) L. Auer 17:53 (EQ) V. Rohrer | Widzów: 4879 Sędzia główny: Anssi Salonen Peter Schlittenhardt Sędziowie liniowi: Onni Hautamäki Shawn Oliver |
| Godzina: 10:30 | 6 min. kar |                 | 31 min. kar                             | Widzów: 4879 Sędzia główny: Anssi Salonen Peter Schlittenhardt Sędziowie liniowi: Onni Hautamäki Shawn Oliver |

| 4 stycznia 2023 | Austria | 2:4 | Łotwa | Scotiabank Centre, Halifax |

| Szczegóły      | Szczegóły                                     | Szczegóły       | Szczegóły                                                                                 | Szczegóły |
| -------------- | --------------------------------------------- | --------------- | ----------------------------------------------------------------------------------------- | --- |
| Godzina: 11:00 | L. Auer (EQ/EA) 55:16 F. Van Ee (EQ/EA) 57:25 | (0:1, 0:2, 2:1) | 06:40 (EQ) B. Hodass 36:12 (EQ) Ģ. Silkalns 37:51 (EQ) D. Ločmelis 44:33 (EQ) S. Vilmanis | Widzów: 3456 Sędzia główny: Andreas Harnebring Mathieu Menniti Sędziowie liniowi: Clement Goncalves Daniel Persson |
| Godzina: 11:00 | 2 min. kar                                    |                 | 2 min. kar                                                                                | Widzów: 3456 Sędzia główny: Andreas Harnebring Mathieu Menniti Sędziowie liniowi: Clement Goncalves Daniel Persson |

## Faza pucharowa
Ćwierćfinały
| 2 stycznia 2023 | Finlandia | 2:3 | Szwecja | Avenir Centre, Moncton |

| Szczegóły      | Szczegóły                                     | Szczegóły       | Szczegóły                                                              | Szczegóły |
| -------------- | --------------------------------------------- | --------------- | ---------------------------------------------------------------------- | --- |
| Godzina: 12:00 | O. Kapanen (EQ) 22:24 N. Huuhtanen (EQ) 44:03 | (1:1, 0:0, 1:2) | 16:55 (EQ) L. Carlsson 56:33 (EQ) L. Carlsson 58:55 (SH) V. Stjernborg | Widzów: 7263 Sędzia główny: Graeden Hamilton Michaël Tscherrig Sędziowie liniowi: Brandon Grillo Tarrington Wyonzek |
| Godzina: 12:00 | 6 min. kar                                    |                 | 6 min. kar                                                             | Widzów: 7263 Sędzia główny: Graeden Hamilton Michaël Tscherrig Sędziowie liniowi: Brandon Grillo Tarrington Wyonzek |

| 2 stycznia 2023 | Czechy | 9:1 | Szwajcaria | Scotiabank Centre, Halifax |

| Szczegóły      | Szczegóły | Szczegóły       | Szczegóły           | Szczegóły |
| -------------- | --- | --------------- | ------------------- | --- |
| Godzina: 14:30 | J. Kulich (EQ) 02:41 M. Marcel (SH) 07:09 P. Hauser (EQ) 09:37 D. Jiříček (EQ) 20:28 J. Kulich (EQ) 25:42 G. Szturc (EQ) 33:10 E. Šalé (EQ) 38:54 M. Marcel (EQ) 43:18 G. Szturc (EQ) 44:22 | (3:1, 4:0, 2:0) | 00:22 (EQ) L. Robin | Widzów: 8746 Sędzia główny: Michael Campbell Mathieu Menniti Sędziowie liniowi: Patrick Laguzov Daniel Persson |
| Godzina: 14:30 | 10 min. kar |                 | 4 min. kar          | Widzów: 8746 Sędzia główny: Michael Campbell Mathieu Menniti Sędziowie liniowi: Patrick Laguzov Daniel Persson |

| 2 stycznia 2023 | Stany Zjednoczone | 11:1 | Niemcy | Avenir Centre, Moncton |

| Szczegóły      | Szczegóły | Szczegóły       | Szczegóły          | Szczegóły                                                                                                |
| -------------- | --- | --------------- | ------------------ | --- |
| Godzina: 17:00 | L. Cooley (EQ) 03:51 J. Snuggerud (PP) 08:00 R. Savage (EQ) 08:39 J. Blake (EQ) 29:05 L. Cooley (EQ) 31:03 C. Gauthier (EQ) 31:21 R. Savage (SH) 35:25 C. Gauthier (EQ) 37:24 K. Connors (EQ) 44:36 L. Cooley (EQ) 46:53 D. Duke (EQ) 48:31 | (3:0, 5:0, 3:1) | 56:48 (SH) L. Hauf | Widzów: 7262 Sędzia główny: Andreas Harnebring Tomáš Hronský Sędziowie liniowi: Spencer Knox Daniel Konc |
| Godzina: 17:00 | 4 min. kar |                 | 6 min. kar         | Widzów: 7262 Sędzia główny: Andreas Harnebring Tomáš Hronský Sędziowie liniowi: Spencer Knox Daniel Konc |

| 2 stycznia 2023 | Kanada | 4:3 pd. | Słowacja | Scotiabank Centre, Halifax |

| Szczegóły      | Szczegóły                                                                                | Szczegóły            | Szczegóły                                                  | Szczegóły                                                                                          |
| -------------- | ---------------------------------------------------------------------------------------- | -------------------- | ---------------------------------------------------------- | -------------------------------------------------------------------------------------------------- |
| Godzina: 19:30 | C. Bedard (EQ) 06:07 D. Guenther (PP) 25:02 Z. Ostapchuk (EQ) 29:00 C. Bedard (EQ) 65:17 | (1:0, 2:2, 0:1, 1:0) | 26:58 (PP) L. Nemec 33:18 (EQ) R. Baco 51:25 (EQ) L. Nemec | Widzów: 10349 Sędzia główny: Marc Iwert Jakub Šindel Sędziowie liniowi: David Klouček John Waleski |
| Godzina: 19:30 | 6 min. kar                                                                               |                      | 12 min. kar                                                | Widzów: 10349 Sędzia główny: Marc Iwert Jakub Šindel Sędziowie liniowi: David Klouček John Waleski |

Półfinały
| 4 stycznia 2023 | Czechy | 2:1 pd. | Szwecja | Scotiabank Centre, Halifax |

| Szczegóły      | Szczegóły                                     | Szczegóły            | Szczegóły             | Szczegóły |
| -------------- | --------------------------------------------- | -------------------- | --------------------- | --- |
| Godzina: 15:30 | D. Jiříček (EQ/EA) 59:21 J. Kulich (EQ) 69:10 | (0:0, 0:1, 1:0, 1:0) | 21:39 (EQ) L. Jansson | Widzów: 9265 Sędzia główny: Michael Campbell Graeden Hamilton Sędziowie liniowi: Brandon Grillo Tarrington Wyonzek |
| Godzina: 15:30 | 8 min. kar                                    |                      | 4 min. kar            | Widzów: 9265 Sędzia główny: Michael Campbell Graeden Hamilton Sędziowie liniowi: Brandon Grillo Tarrington Wyonzek |

| 4 stycznia 2023 | Stany Zjednoczone | 2:6 | Kanada | Scotiabank Centre, Halifax |

| Szczegóły      | Szczegóły                                  | Szczegóły       | Szczegóły | Szczegóły |
| -------------- | ------------------------------------------ | --------------- | --- | --- |
| Godzina: 19:30 | L. Cooley (EQ) 01:19 K. Connors (EQ) 10:30 | (2:1, 0:3, 0:2) | 11:49 (EQ) C. Bedard 20:47 (EQ) L. Stankoven 25:46 (EQ) A. Fantilli 32:20 (EQ) J. Roy 49:45 (EQ) B. Clarke 56:45 (SH/ENG) J. Roy | Widzów: 10636 Sędzia główny: Anssi Salonen Michaël Tscherrig Sędziowie liniowi: Onni Hautamäki Patrick Laguzov |
| Godzina: 19:30 | 6 min. kar                                 |                 | 10 min. kar | Widzów: 10636 Sędzia główny: Anssi Salonen Michaël Tscherrig Sędziowie liniowi: Onni Hautamäki Patrick Laguzov |

Mecz o trzecie miejsce
| 5 stycznia 2023 | Stany Zjednoczone | 8:7 pd. | Szwecja | Scotiabank Centre, Halifax |

| Szczegóły      | Szczegóły | Szczegóły            | Szczegóły | Szczegóły |
| -------------- | --- | -------------------- | --- | --- |
| Godzina: 15:30 | L. Cooley (EQ) 02:51 R. Ufko (PP) 21:51 C. Lucius (EQ) 25:04 C. Gauthier (PP) 30:42 C. Lucius (EQ) 33:37 L. Hughes (EQ) 48:17 C. Gauthier (PP) 58:23 C. Lucius (EQ) 62:06 | (1:0, 4:5, 2:2, 1:0) | 23:33 (EQ) F. Bystedt 26:35 (EQ) O. Pettersson 28:52 (EQ) L. Carlsson 38:52 (PP) M. Oscarsson 39:18 (EQ) L. Öhgren 44:00 (EQ) N. Östlund 59:38 (EA) F. Bystedt | Widzów: 9031 Sędzia główny: Michael Campbell Graeden Hamilton Sędziowie liniowi: Onni Hautamäki Daniel Persson |
| Godzina: 15:30 | 6 min. kar |                      | 33 min. kar | Widzów: 9031 Sędzia główny: Michael Campbell Graeden Hamilton Sędziowie liniowi: Onni Hautamäki Daniel Persson |

Finał
| 5 stycznia 2023 | Czechy | 2:3 pd. | Kanada | Scotiabank Centre, Halifax |

| Szczegóły      | Szczegóły                              | Szczegóły            | Szczegóły                                                          | Szczegóły |
| -------------- | -------------------------------------- | -------------------- | ------------------------------------------------------------------ | --- |
| Godzina: 19:30 | J. Kulich (EQ) 52:30 J. Kos (EQ) 53:24 | (0:1, 0:1, 2:0, 0:1) | 12:41 (PP) D. Guenther 24:35 (EQ) S. Wright 66:22 (EQ) D. Guenther | Widzów: 10735 Sędzia główny: Andreas Harnebring Anssi Salonen Sędziowie liniowi: Brandon Grillo Tarrington Wyonzek |
| Godzina: 19:30 | 4 min. kar                             |                      | 6 min. kar                                                         | Widzów: 10735 Sędzia główny: Andreas Harnebring Anssi Salonen Sędziowie liniowi: Brandon Grillo Tarrington Wyonzek |

## Statystyki indywidualne
- Klasyfikacja strzelców:  Connor Bedard: 9 goli[3]
- Klasyfikacja asystentów:  Connor Bedard: 14 asyst[4]
- Klasyfikacja kanadyjska:  Connor Bedard: 23 punkty[5]
- Klasyfikacja kanadyjska obrońców:  Ludvig Jansson: 10 punktów[6]
- Klasyfikacja +/−:  Connor Bedard: +14[7]
- Klasyfikacja skuteczności interwencji bramkarzy:  Adam Gajan: 93,59%[8]
- Klasyfikacja średniej goli straconych na mecz bramkarzy:  Tomáš Suchánek: 1,52[8]
- Klasyfikacja minut kar:  Zach Dean: 33 minut[9]

## Wyróżnienia indywidualne
- Najlepsi zawodnicy wybrani przez dyrektoriat turnieju[10]:
  - Najlepszy bramkarz:  Adam Gajan
  - Najlepszy obrońca:  David Jiříček
  - Najlepszy napastnik:  Connor Bedard

- Skład Gwiazd wybrany w głosowaniu dziennikarzy[11]:
  - Bramkarz:  Tomáš Suchánek
  - Obrońcy:  David Jiříček,  Ludvig Jansson
  - Napastnicy:  Logan Cooley,  Jiří Kulich,  Connor Bedard
  - Najbardziej Wartościowy Gracz (MVP):  Connor Bedard

## Klasyfikacja końcowa
| Msc. | Reprezentacja     |
| ---- | ----------------- |
|      | Kanada            |
|      | Czechy            |
|      | Stany Zjednoczone |
| 4    | Szwecja           |
| 5    | Finlandia         |
| 6    | Słowacja          |
| 7    | Szwajcaria        |
| 8    | Niemcy            |
| 9    | Łotwa             |
| 10   | Austria           |

| Spadek do I Dywizji Grupy A w 2024: | Austria  |
| Awans do turnieju MŚ Elity w 2024:  | Norwegia |